# پرویز ختک
پرویز ختک (پشتو: پرویز خان خټک؛ زادهٔ ۱ ژانویهٔ ۱۹۵۰) سیاست‌مدار اهل پاکستان است. وی از سال ۲۰۱۸ وزیر دفاع پاکستان است.